# 이토 미마
이토 미마(일본어: 伊藤 美誠, 2000년 10월 21일~)는 일본의 탁구 선수이다. 2015년에 월드 투어 단식 부문 최연소 우승을 차지했으며, 15세 때 2016년 하계 올림픽에서 여자 단체전 부문 동메달을 획득했다. 이후 자국에서 열린 2020년 하계 올림픽에서 단식 부문 동메달, 단체전 은메달을 획득했고, 미즈타니 준과 함께 혼합 복식 금메달을 획득하여 일본 최초로 올림픽 탁구 금메달리스트가 되었다.
중국 탁구계의 최대의 위협이라는 평가받으며, 여자 탁구 역사상 중화인민공화국 선수와의 상대 승률이 가장 높은 선수이다. 세계 선수권 대회 우승자 류스원, 세계 랭킹 1위 경력 보유자인 주위링, 세계 주니어 선수권 대회 우승자인 첸톈이 등의 중국 최고의 선수들을 상대로 승리 기록을 가지고 있으며, 2020년 3월에 열린 카타르 오픈에서 올림픽 금메달리스트인 딩닝과의 준결승전에서 4-0 승리를 거뒀다. 특히 3세트에서 11-0으로 한 점도 내주지 않고 승리를 했는데, 이는 중국 국적이 아닌 선수가 중국 선수를 한 점도 내주기 않고 승리한 최초의 세트이다.